# Manuel Iribarren Paternáin
Manuel Iribarren Paternáin (Pamplona, 1 de diciembre de 1902-ibid. 11 de septiembre de 1973) fue un escritor y periodista español que centró gran parte de sus trabajos en la literatura de Navarra escribiendo diversos géneros literarios como novela, teatro, comedia, poesía, biografía y ensayo. Fue director de la revista Príncipe de Viana así como colaborador «en los principales periódicos y revistas españolas.» Como recalca expresamente José María Corella Iráizoz, «sin ningún tipo de parentesco con José María [Iribarren]», paisano, coetáneo y compañero de la revista Pregón.

## Biografía
Nacido en el primer piso de la calle Estafeta, 23 como suelen indicar sus biógrafos, no guarda relación familiar con otro ilustre escritor coetáneo, también pregonero, como fue el tudelano José María Iribarren.
Realizó sus primeros estudios en las Escuelas de San Francisco de Pamplona. De vocación literaria temprana y autodidacta se estrenó en 1932 con su primera novela obteniendo gran éxito de crítica: «columnistas de reconocido prestigio como Enrique Díez-Canedo, Benjamín Jarnés, José López Prudencio, Melchor Fernández Almagro, José María Salaverría o Roberto Castrovido reseñaron la  obra dedicándole encendidos elogios y saludando la aparición de un auténtico novelista.» Como periodista sus colaboraciones fueron amplias en periódicos y revistas de España.
Fue director de la Institución Príncipe de Viana durante unos pocos meses (1957-1958). Como miembro de la Peña Pregón, además de publicar numerosos trabajos, participa de las tertulias generadas en el entorno de sus socios en la Café Niza o el Bar Viana junto a poetas como José Luis Amadoz, Jesús Górriz o Ángel Urrutia o prosistas como Rafael García Serrano, José Joaquín Arazuri, etc.
Fue uno de los primeros en desarrollar una historia de la literatura en Navarra con su obra Escritores navarros de ayer y hoy (1970) «que presenta en forma de diccionario, con breves entradas para cada autor recogidas por orden alfabético. Pese a sus limitaciones, esta obra permite la consulta rápida de los datos esenciales acerca de diversos literatos navarros.» En sus primeras páginas introductorias Manuel Iribarren afirma en 1970:

En Navarra se lee poco. No obstante, se considera un buen mercado por las editoriales, que colocan aquí muchos y muy lujosos libros de tipo enciclopédico. Se explica. El nivel de vida es bastante alto y el libro, en toda casa moderna bien instalada, se considera elemento decorativo de buen tono.
Manuel Iribarren, Escritores navarros de ayer y hoy, 1970, pp. 10-11

Como cuenta la Gran enciclopedia de Navarra hablando del Himno de Navarra, «en 1971 se estrenó en el Pabellón Anaitasuna de Pamplona, interpretada por coros de Navarra, una versión de Aurelio Sagaseta, para coro, instrumentos de metal y timbales, con letra de Manuel Iribarren, encargo de la Institución Príncipe de Viana.» Sobre este texto José María Azpíroz Zabaleta haría la versión en euskera:

Por Navarra

tierra brava y noble, siempre fiel

que tiene por blasón

la vieja ley tradicional.

Por Navarra

raíz de España libre

proclamemos nuestro unánime y viril afán.

En fraterna unión

con foral tesón

laboremos e incansables juntos lograremos
honra amor y paz.

Naparroa

lur aundi ta azkar, beti leial

zure ospea da

autziña´ko lege zarra.

Naparroa

gizon askatuen sorlekua

zuri nahi dizugu gaur kanta.

Gaiten denok bat

denok gogo bat

aspergabe bein betiko iritxi dezagun

pake ta aintza.
Manuel Iribarren Paternáin (esp) / José María Azpíroz Zabaleta (eus)

El 3 de diciembre de 1987 se hizo una adaptación de ambas letras dando lugar a la versión actual y oficial.
Fue un colaborador asiduo de la revista Pregón donde publicó numerosos artículos (relatos, poemas, ensayos, etc.) desde el primer número de 1943 hasta 1973 así como contribuyó con cuatro números a la serie Navarra. Temas de Cultura Popular donde trazó las biografías del primer príncipe de Viana y de Mosén Pierres de Peralta.
Casado con María Ángeles Santesteban, tuvieron tres hijos: Juan Manuel, Santiago y María Eugenia.
El 11 de septiembre, por un infarto de miocardio según informaba la prensa, falleció en Pamplona.

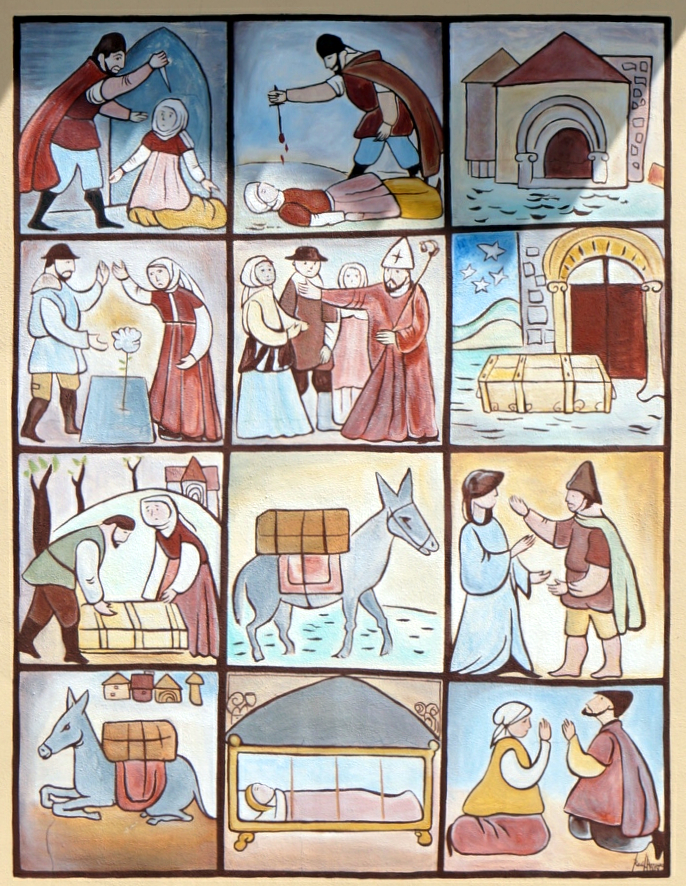
Sede de la Fundación Misterio de Obanos (Navarra) - Detalle de la fachada.

## Obras
Federico Carlos Sainz de Robles decía que Iribarren era un escritor "de mucha inventiva, excelente prosa y estilo personal y brillantísimo". Para Carlos Mata Induráin, profesor de literatura de la Universidad de Navarra, destaca entre los escritores navarros de la primera posguerra aunque su producción narrativa arranca en los años 30. Para el que fuera catedrático de Literatura de esta misma universidad, Ángel-Raimundo Fernández González, «es uno de los autores dramáticos más destacados del siglo XX» que formó parte de la revista Jerarquía.

### Novela
Como novelista destacan sus obras:
- Retorno, Madrid, Espasa-Calpe, 1932. Fue su primera novela sobre la cual el crítico y académico Melchor Fernández Almagro escribió: "Esta novela de Manuel Iribarren señala la vuelta de la novela española hacia el realismo tradicional". En ella narra el recorrido vital de Ignacio Quintana, un burgalés emigrado a México que retorna a España con su esposa, oriunda del Baztán, y sus hijos a los que abandona poco después de instalarse en Vizcaya, para, después de vivir varias aventuras con una nueva pareja durante 1931, tras abandonarle ella durante los sanfermines por otro, se reconcilia con su familia.[22] Otros críticos como Enrique Díez Canedo o Benjamín Jarnés también le dedicaron alabanzas.[21][23]
- Símbolo. 1939. con portada e ilustraciones de Higuero.
- La Ciudad, Madrid, Aldus, 1939.
- San Hombre: itinerario espiritual, Madrid, Editora Nacional, 1943. El crítico literario de la Generación del 27, Antonio Marichalar, la definió como «la novela de Pamplona» un relato donde se narra la trayectoria espiritual de Martín Vidaurre, un artesano de Pamplona, afrontando las contrariedades de la vida mientras «se mantiene fiel a sus creencias tradicionales.»[24]
- Pugna de almas, Madrid, Afrodisio Aguado, 1944. Es una ampliación del relato breve Símbolo publicado unos años antes donde cuenta «la partición de España durante la guerra civil en el enfrentamiento de dos hermanos, Miguel y Lorenzo, opuestos en sus ideas políticas y rivales además por el amor de María.»[25][26]
- Encrucijadas, Madrid, Aguilar, 1952.
- El tributo de los días, Madrid, Editora Nacional, 1968.
- Las paredes ven, Valencia, Prometeo, 1970. Quizá una de sus mejores novelas.
- El miedo al mañana. Madrid, Almuzara-Berenice, 2024. Novela inédita, escrita hace cincuenta años, se quedó sin editar al sorprender la muerte al autor. Ahora su familia, como homenaje y recuperación de su talento, la ha publicado. Presentada en un certamen literario en Asturias, "por medio punto se quedó fuera" para gran disgusto del autor.[27]

### Ensayo histórico y biográfico
Como ensayista y biógrafo, destacan sus publicaciones: 
- Una perspectiva histórica de la guerra en España (1936-1939), Madrid, García Enciso, 1941.
- El Príncipe de Viana: (Un destino frustrado), Barcelona, Montaner y Simón, 1947.
- Los grandes hombres ante la muerte: Capítulos decisivos. Barcelona, Montaner y Simón, 1951.
- Navarra. Ensayo de biografía, Madrid, Editora Nacional, 1956.
- Pequeños hombres ante la vida, Barcelona, Montaner y Simón, 1965.
- Escritores navarros de ayer y de hoy, Pamplona, Editorial Gómez, 1970.

Dentro de la colección Navarra. Temas de Cultura Popular, publicó varios números:
- El paisaje en «Navarra. Temas de Cultura Popular» nº 16, Pamplona, 1968.
- El Príncipe de Viana en «Navarra. Temas de Cultura Popular» nº 58, Pamplona, 1971.
- Mosén Pierres de Peralta en «Navarra. Temas de Cultura Popular» nº 94, Pamplona, 1971.
- En la órbita francesa, en «Navarra. Temas de Cultura Popular» nº 170, Pamplona, 1973.

### Teatro
Entre su producción teatral figuran:
- La otra Eva: comedia en un prólogo y tres actos. Madrid, Alfil, 1952. Estrenada en el Teatro Español de Madrid el 19 de marzo de 1936, supone, a pesar de la demora en su publicación, su primera obra teatral.[21]
- La advenediza - Drama en tres actos estrenado en el Teatro Principal de Burgos el 9 de mayo de 1938.[21]
- El capitán de sí mismo (Iñigo de Loyola). Retablo escénico, Pamplona, Editorial Gómez, 1950.[21] Organizada en diez estampas y un prólogo, «presenta la vida de San Ignacio de Loyola con un fondo histórico correcto.»[28]
- Misterio de San Guillén y Santa Felicia, Retablo del camino de Santiago, Pamplona, Editorial Morea, 1964. Retablo escénico de Manuel Iribarren. El guion y prólogo es de Santos Beguiristáin; las viñetas, Ángel María Pascual.[29] Es probablemente la obra más conocida del autor, al menos en Navarra, y sirvió de base a las representaciones en la localidad de Obanos de esta antigua leyenda jacobea que se ha ido transformando oralmente hasta que Manuel Iribarren la fijó en un texto literario.[30] En la obra publicada el autor centra la leyenda en el Camino de Santiago al que le presta gran atención.[31]

### Poesía
Aunque «no abunda como poeta», como afirmaba Ramón García Domínguez en 1969, destaca la «Ofrenda en cinco sonetos» dedicados "a mi madre", «llenos de sentimiento y de una factura perfecta», que consiguieron el primer galardón en los Juegos Florales de Cataluña del año 1946. En los 100 primeros números de la revista Pregón se contaban seis poemas con un verso «solemne y epopéyico, lleno de sonoridad y de alma al par.»

## Homenajes y reconocimientos
Ha recibido varios premios gracias a su producción literaria: 
- 1951. Primer Premio del Certamen Nacional Ignaciano por su obra El capitán de sí mismo.
- 1953. Premio Domund por su labor de articulista en los principales periódico y revistas españolas.[1]
- 1965. Premio Nacional de Literatura ("Misterio de Elche") por su obra Misterio de San Guillén y Santa Felicia.
- 1970. Finalista en el Premio Vicente Blasco Ibáñez por su novela Las paredes ven.[33]

Fue nombrado "Hijo adoptivo de la Villa de Obanos".
El Ayuntamiento de Pamplona colocó en su casa natal una placa conmemorativa que dice así:

En el corazón mismo de la calle Estafeta de Pamplona nace el 1-XII-1902 y vive su juventud el gran escritor Manuel Iribarren Paternáin. Uno de los primeros en la novelística española. De excelente prosa y estilo personal brillantísimo. Premio Nacional de Literatura 1965 que falleció en Pamplona el 11-IX-1973.

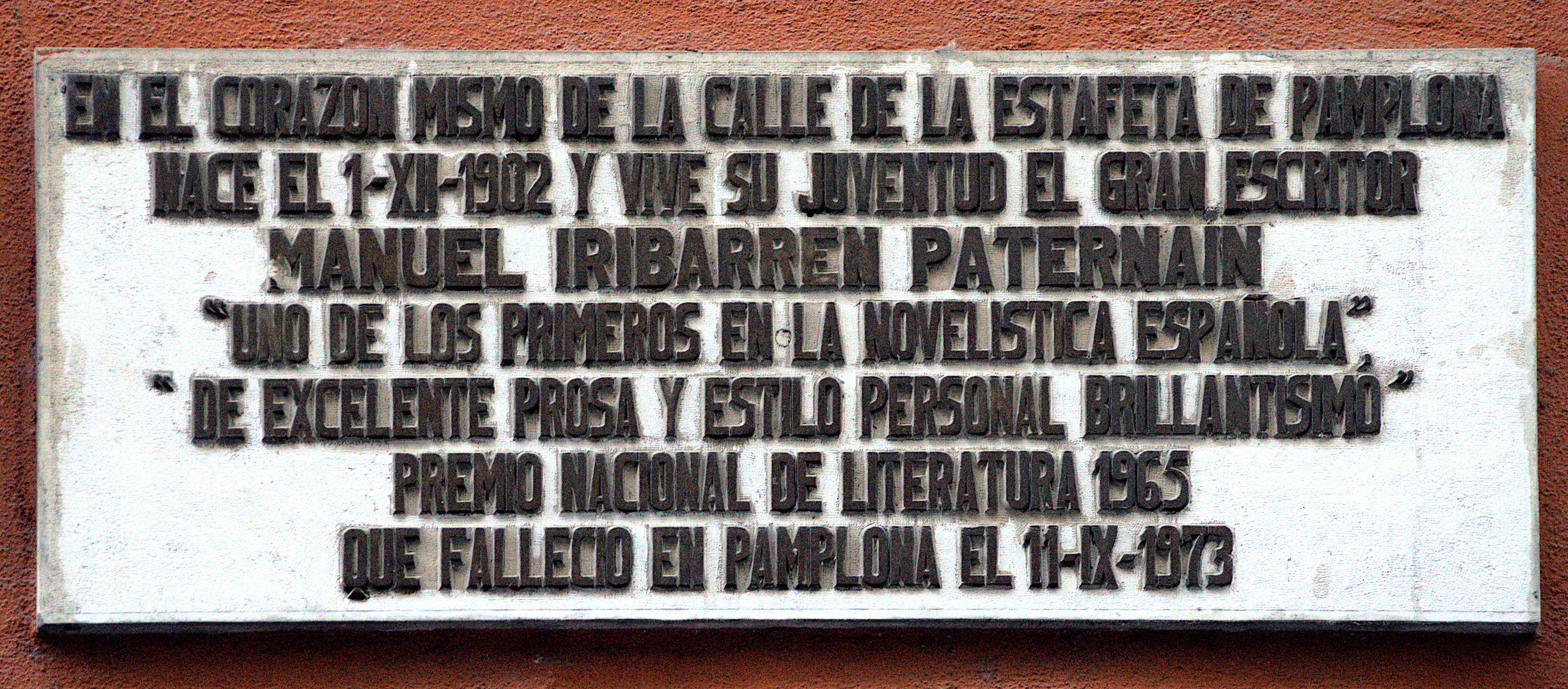
Placa conmemorativa a Manuel Iribarren Paternáin en la calle Estafeta, número 23, de Pamplona

Con ocasión de la creación del Barrio de Ermitagaña, se le dedicó una calle, junto al Colegio Público de Ermitagaña.